# Brandnetelgier

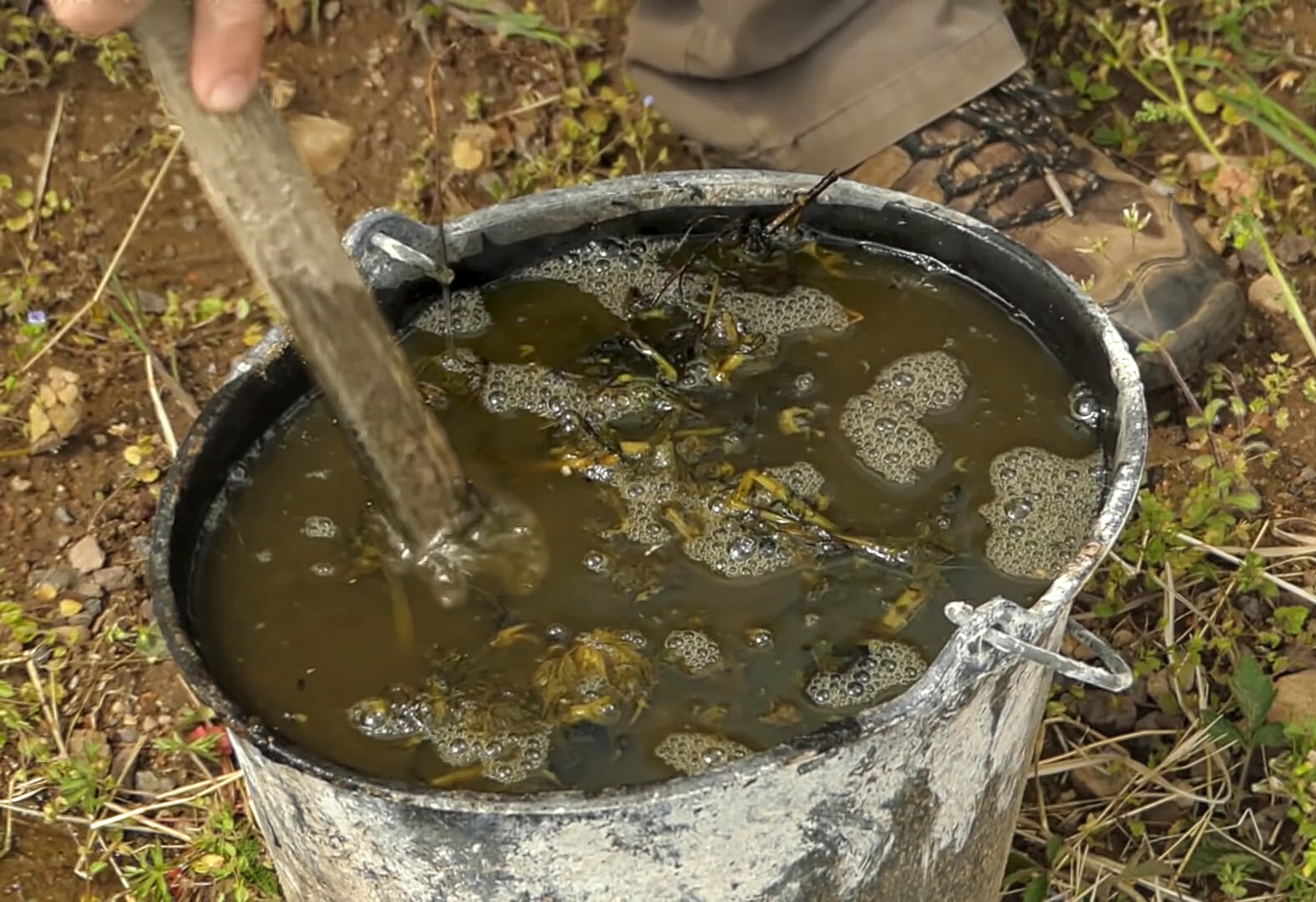

Brandnetelgier is een gegist aftreksel van brandnetelbladeren en -stengels dat nuttig is in de biologische tuin. Het bevat stikstof en mineralen en bevordert het bodemleven en stimuleert de groei van de planten. Een ongegist aftreksel van brandnetels kan bladluizen en andere zuigende, schadelijke dieren verdrijven.

## Gebruik
In verdunde vorm wordt brandnetelgier vaak gebruikt in de moestuin voor:
- Het bestrijden van bepaalde schimmels en ziekten
- Het bestrijden van bladluizen.
- Het toevoegen van extra voedingsstoffen aan de bodem voor veeleisende gewassen als tomaten, kool, selderie, komkommer en prei